# Конно, Сатоси
Сатоси Конно (яп. 今野 敏 Конно Сатоси, род. в г.Микаса округа Сорати, Хоккайдо, Япония), более известный в литературе под псевдонимом с другим чтением иероглифа личного имени Бин Конно — японский писатель, пишущий в жанре остросюжетных романов. Одновременно известный деятель каратэ, глава стиля Конно-дзюку (Konno-juku) — сихан Конно Сатоси.

## Биография
Родился на Хоккайдо в 1955 году, окончил университет «Дзёти», где изучал стиль Сито-рю под руководством сихана Ито Сиро. По окончании университета Конно познакомился с сиханом Икэдой Хосю, основателем стиля Дзёсинмон, и последующие 20 лет, став адептом этого стиля, изучал каратэ направления Сёрин-рю, бодзюцу (техника работы с шестом) направления Дзёсинрю, а также тайдзюцу и сэйтай (энергетические практики). В октябре 1999 года сихан Конно вышел из Дзёсинмон и Конно-дзюку, раньше входивший в Дзёсинмон в качестве одного из его филиалов, стал действовать как самостоятельная организация (и действует так до настоящего времени).
Обладатель ряда мастерских степеней по карате и бодзюцу. Считается лучшим специалистом по искусству владения бо (шест длиной 182 см) в стиле Дзёсин-рю. Преподает каратэ Коннодзюку, хомбу додзё которого находится в Токио с филиалами в Японии (Осака, Фукуяма) и России (Москва, Санкт-Петербург).
В 1978 году, будучи студентом университета Дзёти, дебютировал на литературной сцене и получил премию для дебютантов в категории «проблемный роман».
После окончания университета в 1979 году поступил на работу в компанию Toshiba EMI. С 1980 года начал изучать японское каратэ школы Дзёсинмон у сихана Икэда Хосю. В 1981 году покинул компанию Toshiba EMI и полностью посвятил себя писательской деятельности.
В 2006 году за роман «Тайное расследование» получил премию Ёсикава Эйдзи в категории «дебютант». В 2008 году за роман «Решительность. Тайное расследование 2» — премию Ямамото Сюгоро и премию Японской ассоциации писателей детективных романов. Публикует в вечернем выпуске газеты Рюкю Симпо роман «Воин Сару». В 2003 году стал директором японского пен-клуба. С 2014 года — директор японской Ассоциации писателей детективов. По его произведениям снято 2 фильма и несколько эпизодов сериалов.